# Platja des Jondal
La platja des Jondal, o Cala Jondal, és una platja de l'illa d'Eivissa, al municipi de Sant Josep de sa Talaia. Es troba a 12,5 km d'Eivissa i a 9,5 km de Sant Josep.
És una àmplia badia, limitada pels seus extrems per dos extensos caps que la protegeixen del vent i les onades. Un torrent que desemboca a la platja té als seus voltants explotacions agràries típiques de l'illa. El substrat és majoritàriament de còdols grans, amb algunes zones de sorra, que prové d'aportacions de bancs submarins. El fons alterna sorra amb còdols. El desnivell és suau i no cobreix fins als 30 m. L'orientació al sud fa que els vents siguin fluixos i sempre de mar a terra.